# 金鵄勲章
金鵄勲章（きんしくんしょう、旧字体：金鵄勳章）は、かつて制定されていた日本の勲章の一つ。日本唯一の武人勲章とされ、武功のあった陸海軍（陸軍・海軍）の軍人および軍属に与えられた。金鵄章ともいう。
勲章名の「金鵄」は、日本神話において、神武東征の際に、神武天皇の弓の弭にとまった黄金色のトビ（鵄）が光り輝き、長髄彦の軍兵の目を眩ませたという伝説に基づく。

## 概要

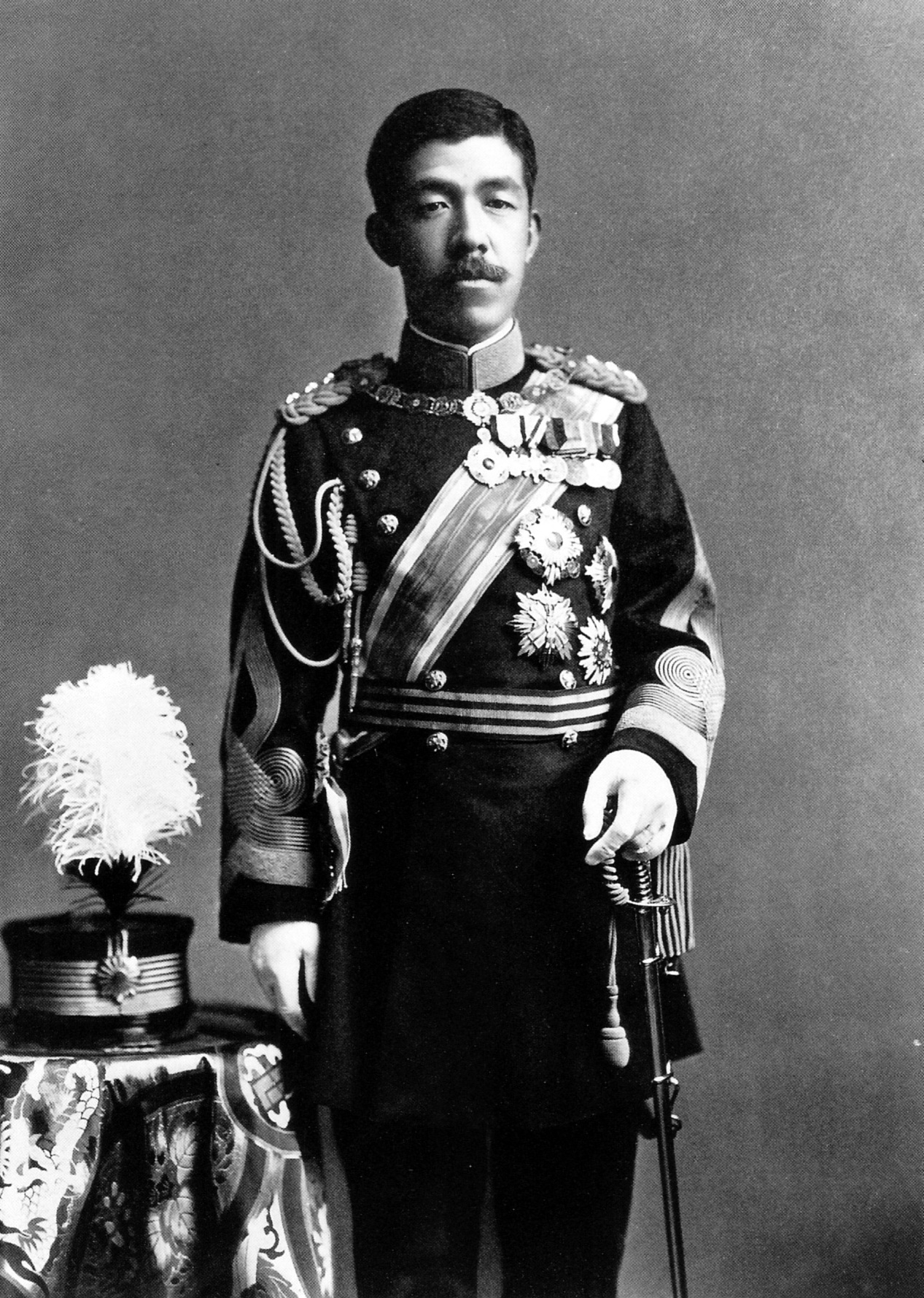
陸軍の正装に功一級金鵄勲章の正章と副章を着用した大正天皇

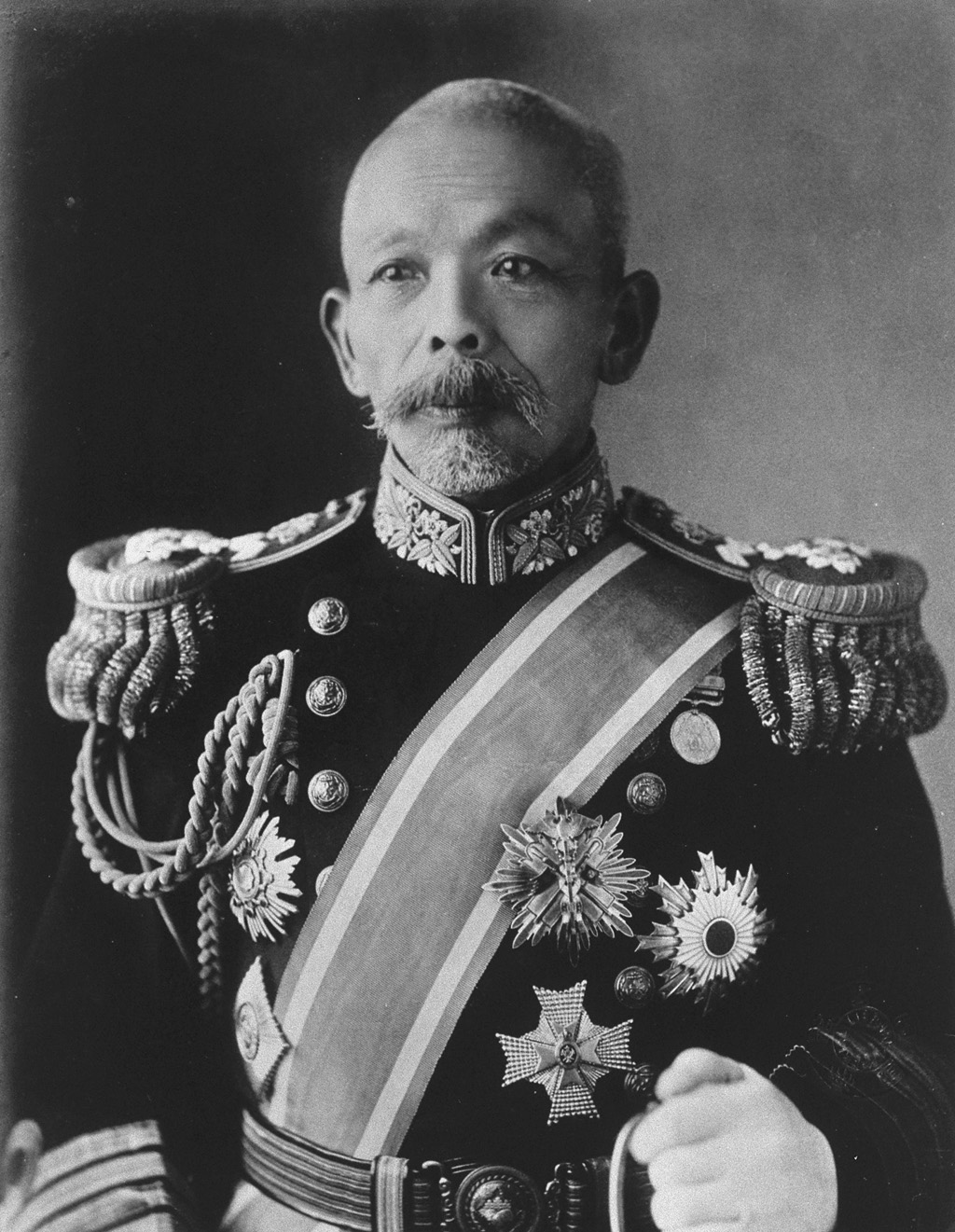
功一級金鵄勲章（大綬および功一級副章）を佩用した海軍大将当時の片岡七郎。片岡は将官時代の日露戦争時の戦功で功一級を受章した。このほか、佐官時代に日清戦争時の戦功で功四級を受章している

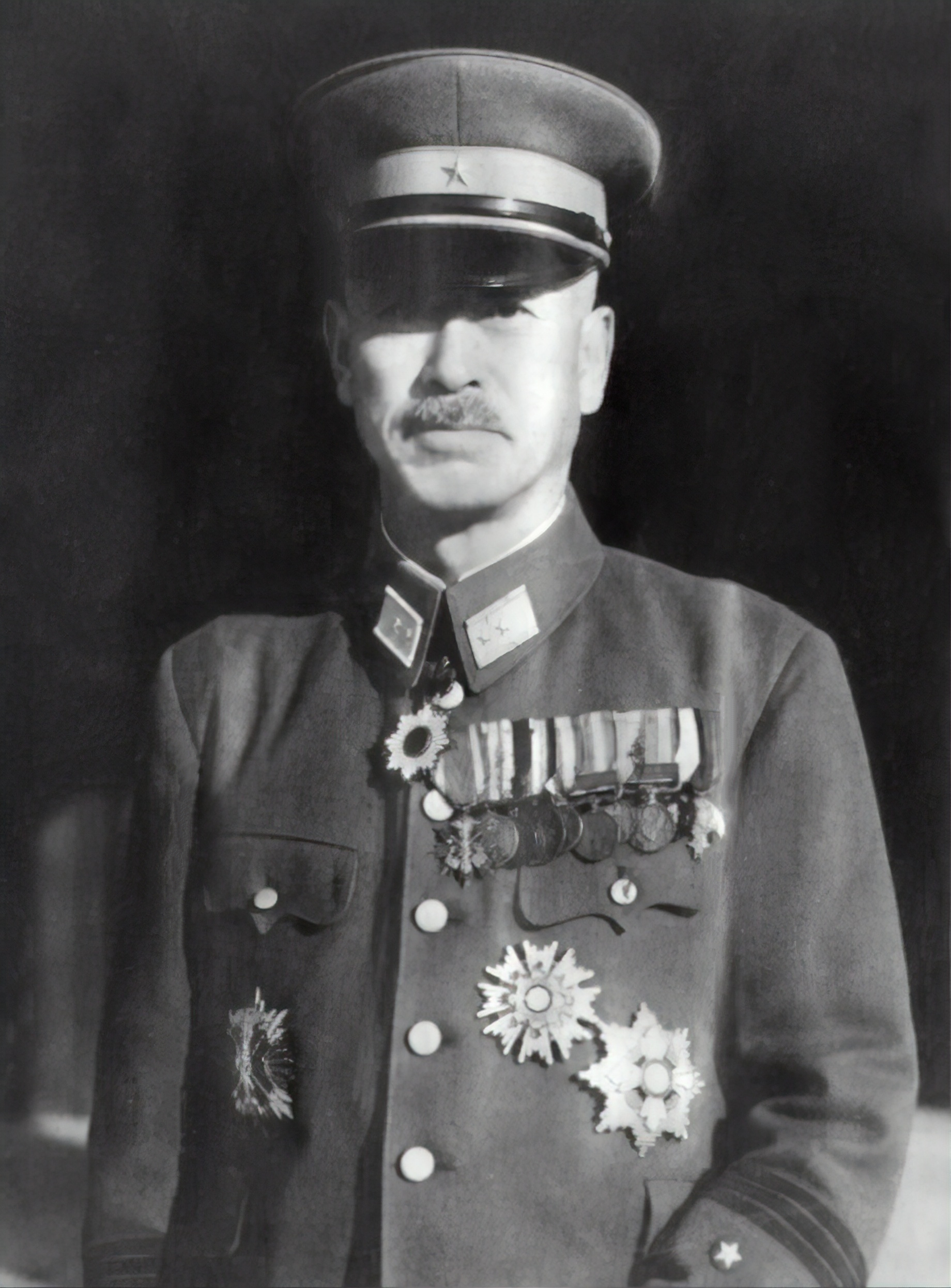
功二級金鵄勲章および、功五級金鵄勲章を併佩する陸軍中将当時の牛島満。牛島は尉官時代のシベリア出兵時に功五級を、将官時代の日中戦争時の戦功で功二級を受章した

金鵄勲章は、1890年（明治23年）の紀元節（2月11日）に、明治天皇が発した「金鵄勲章創設ノ詔勅」によって創設され、同日に「金鵄勲章ノ等級製式及佩用式」（明治23年2月11日勅令第11号）によってその製式等が定められた。「武功抜群ナル者」を、「功一級」から「功七級」まで7等級の功級に叙した上で、勲章を授与した。
金鵄勲章の佩用式は、「勲章佩用式」（明治21年11月17日勅令第76号）ではなく、 「金鵄勲章ノ等級製式及佩用式」（明治23年2月11日勅令第11号）にて定められた。
- 功一級の大綬は、他の大綬章とは違い、唯一、左肩から右脇に掛ける（勲章佩用式第1条乃至４条）（「金鵄勲章ノ等級製式及佩用式」金鵄勲章佩用式第1号）。
- 功一級の副章および二級の正章（メダルとしては同型）については、当初はこちらも旭日章と逆にそれぞれ右肋、左肋に佩用していたが、明治28年の改正（明治28年8月19日勅令第120号）により、旭日章と同様にそれぞれ左肋、右肋となった（勲章佩用式第3条）。
- 功三級以下は旭日章などと変わらない（勲章佩用式第3条）.

日清戦争開戦後の1894年（明治27年）9月29日には、「金鵄勲章年金令」（明治27年勅令第173号）が制定されて、「功級ニ応シ終身年金」を賜ることとなった（令1条）｡10月3日公布（功1級900円より功7級65円まで）。
金鵄勲章の初の授与者は、日清戦争中に参謀総長として広島大本営に至るも、1895年（明治28年）1月15日に薨去した陸軍大将の有栖川宮熾仁親王である。熾仁親王は翌16日に大勲位菊花章頸飾と併せて功二級金鵄勲章を受章した。生存者授与としては、1895年8月5日に功二級金鵄勲章を大勲位菊花章頸飾と併せて受章した、陸軍大将当時の小松宮彰仁親王が初となる。功一級金鵄勲章の初授与は日清戦争ではなく日露戦争からであり、1906年（明治39年）4月1日に山縣有朋ら17名の陸海軍大将（元帥陸軍大将および元帥海軍大将を含む）が受章している。
昭和16年勅令第726号「金鵄勲章併佩ニ関スル件」により、金鵄勲章は当時の日本の勲章の中で唯一、先に授与された功級の低い物と後に授与された功級の高い同じ勲章の併佩が許されていた。
その後、同種の上級勲章を受けた者は、前に授与された勲章を返還する旨を定めた「勲章還納ノ件」(明治22年勅令第38号)は、昭和48年10月１日政令287号「勲章還納の件を廃止する政令」により廃止されている。
宮中席次において、功級は同じ数字の勲等よりも上位にあったため、その運用中は最も上位に佩用するものとされていた。
1945年（昭和20年）の太平洋戦争（大東亜戦争）の敗戦により、金鵄勲章に関する事務を所管していた陸軍省・海軍省は廃止されてそれぞれ第一復員省・第二復員省が事務を引き継ぎ、翌1946年（昭和21年）には生存者に対する叙勲が一時停止された。1947年（昭和22年）5月3日には日本国憲法が施行され、同日施行された「内閣官制の廃止等に関する政令」（昭和22年政令第4号）1条により「金鵄勲章叙賜条例」（明治27年勅令第193号）、「金鵄勲章ノ等級製式及佩用式」などが廃止されたため、金鵄勲章は廃止された。

## 意匠

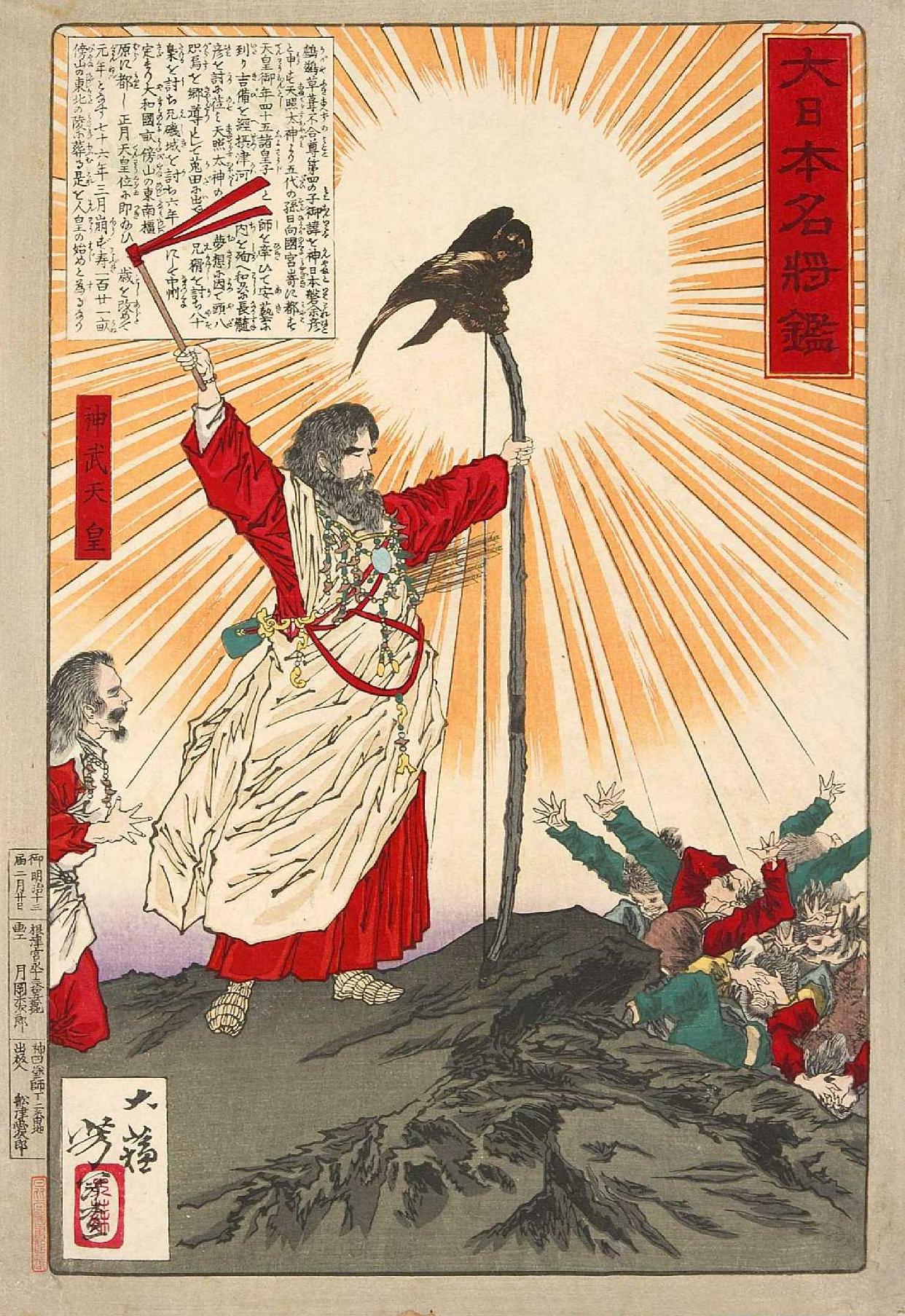
月岡芳年『大日本名将鑑』より「神武天皇」。神武天皇の弓の先に止まった金鵄が光を放ち、長髄彦軍の兵の目をくらませている。

金鵄勲章は、神武天皇が東征に際して長髄彦の軍と交戦中、金色に輝く霊鵄が天皇の弓にとまり、長髄彦の軍勢がその光に目がくらんで降参したという逸話に基づいている。旭光の上に金色の霊鵄を配し、下に大神宮の盾、矛、剣を配した物である。功級により七宝の有無、金鍍金の範囲の違いなどがあるが、ほとんどの等級で意匠は同一。裏面の装飾は無い。功二級の正章（功一級の副章）のみ、斜めの旭光部分に黄色の七宝が用いられている。
綬は浅葱色と呼ばれる鮮やかな緑色を織地に白の双線が配されている。
功四級に関しては、1937年10月には類似する功五級との区別を明確にするため（其ノ章ニ於テ金銀ノ差アルモ章及綬ノ大キサ、形、色トモ同一ニシテ之ニ近接注視スルニ非サレハ判別極メテ困難ナリ）、昭和12年勅令第577号「明治23年勅令第11号金鵄勲章ノ等級製式佩用式中ヲ改正ス」により、勲四等旭日章および瑞宝章と同様に、綵花（円形の飾り、ロゼット）を小綬に付すよう改正されている。同時に（旧制式品は）当分の内は従前の綬をもって佩用することも許されている。

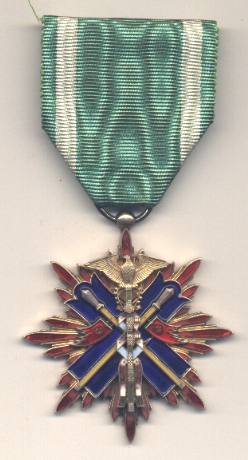
功四級金鵄勲章、綬は綵花が付されない1937年10月以前のタイプ
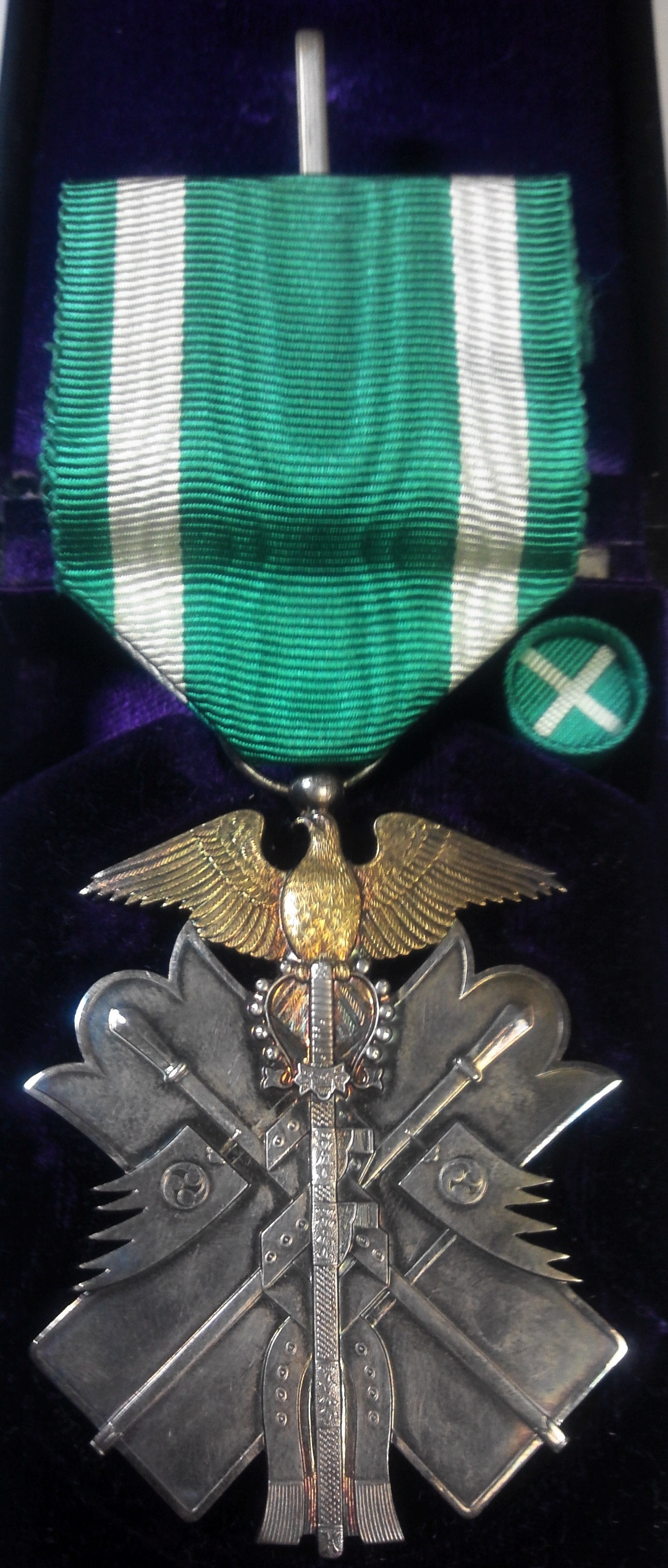
功七級金鵄勲章。右上は平服用の円型略綬
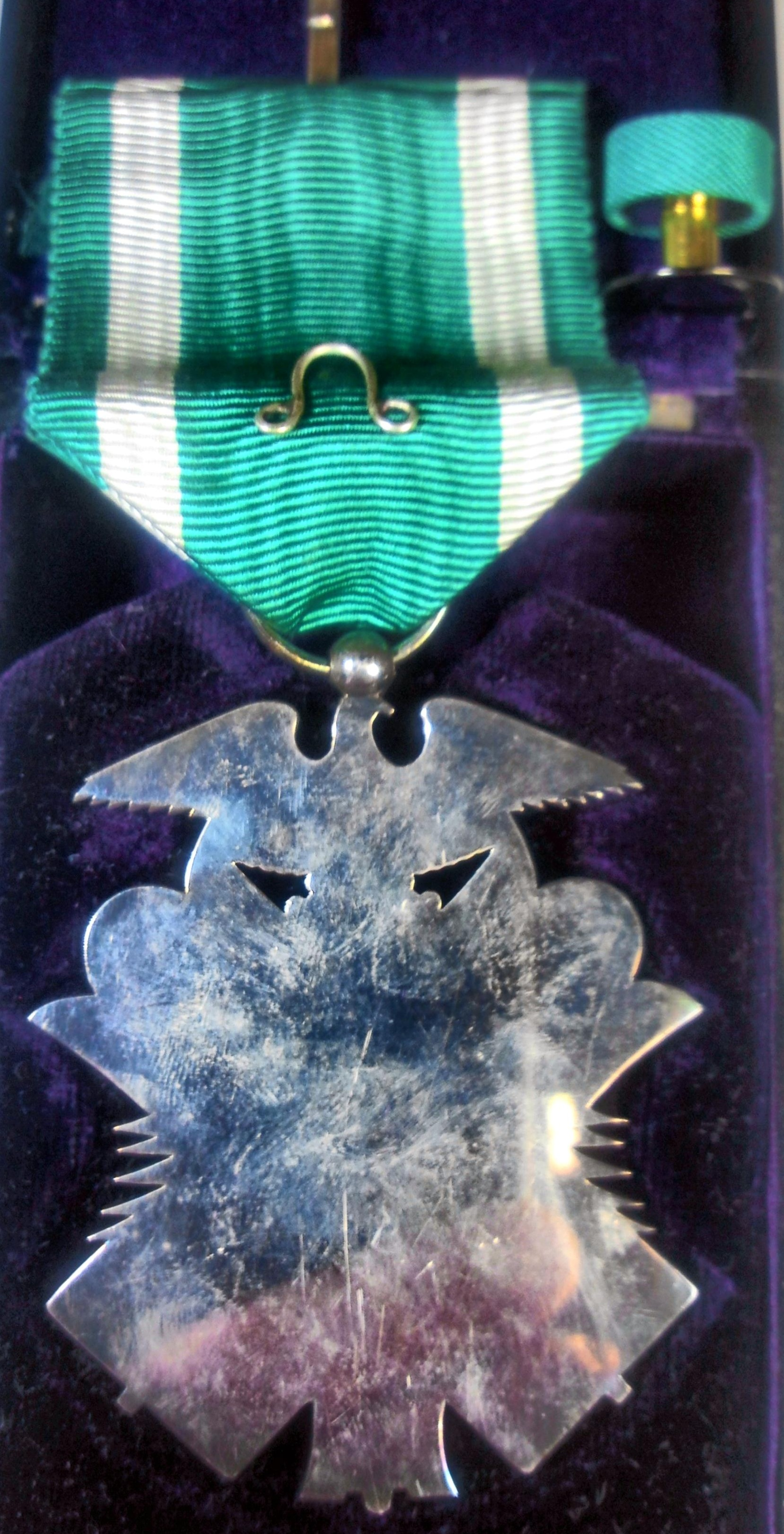
功七級金鵄勲章裏面

### 略綬一覧

功一級
功二級
功三級
功四級
功五級
功六級
功七級

## 功級

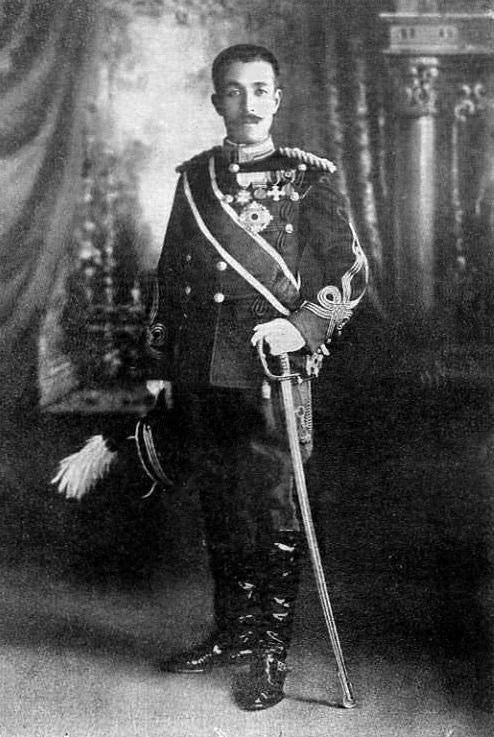
功五級金鵄勲章を佩用した陸軍騎兵大尉当時の竹田宮恒久王。恒久王は日露戦争時の戦功で功五級を受章した

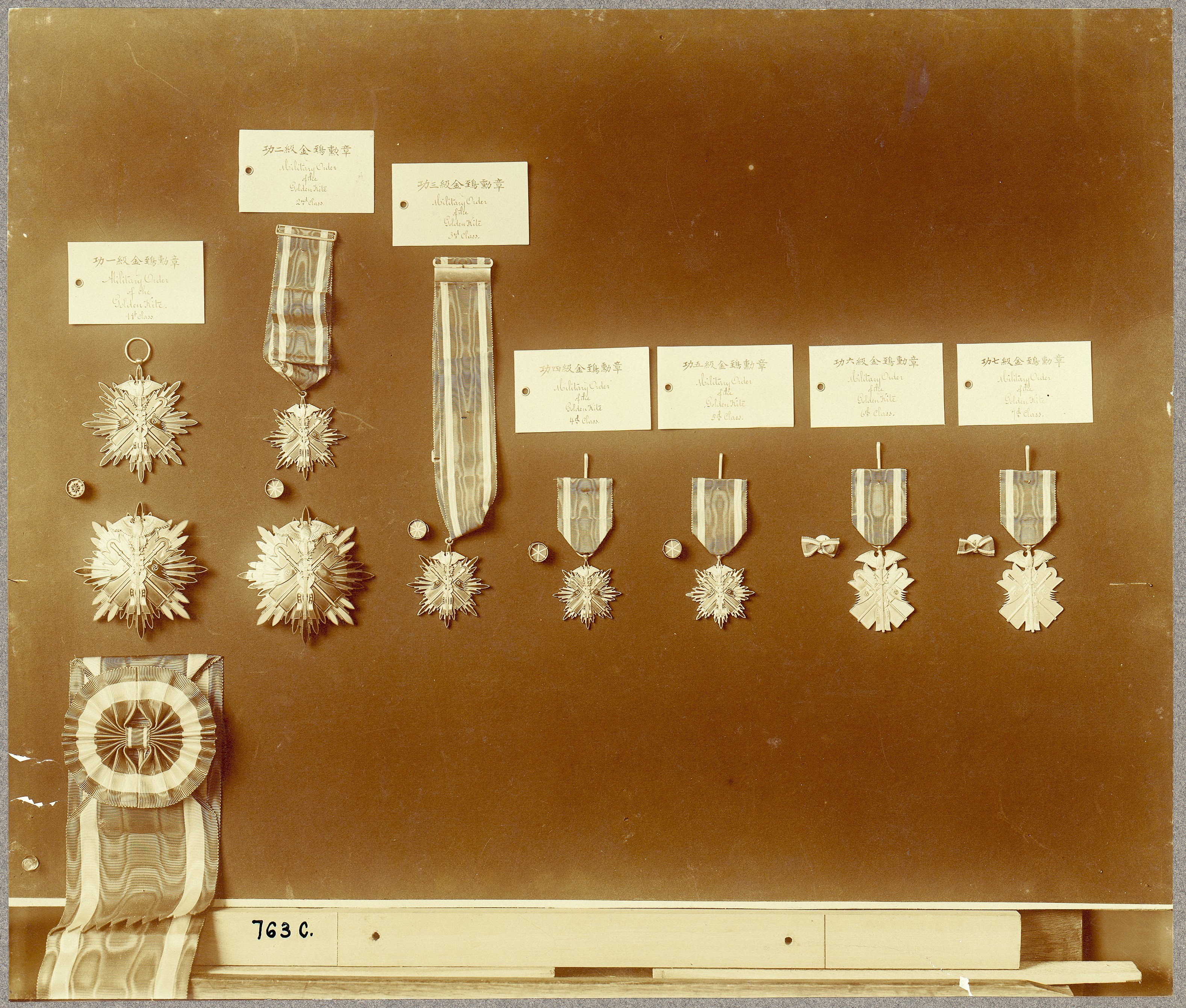
全級の金鵄勲章。略綬は大正10年以前の制式であり、功四級の綬も綵花が付されない旧式のものである。功一級乃至二級金鵄勲章には副章が付く。功一級の副章は功二級と、功二級は功三級金鵄勲章と同じものである。

金鵄勲章に付随して、叙せられた軍人の功績を示す等級。位階勲等と並び「功○級」と表示した（肩書きにおける表示順は、職、階級、位階、勲等、功級、爵位、学位、氏名となる。例として「枢密院議長元帥陸軍大将従一位大勲位功一級公爵山縣有朋」）。各級は正式には功一級金鵄勲章のように等級+金鵄勲章の形で呼ばれる。また功級に合わせて年金が下賜された。年金は時代変化とインフレ率に従い、金鵄勲章が廃止になる1945年頃まで徐々に金額は上昇していった。
- 功一級:天皇直隷部隊の将官（親補職）たる司令官に対して特別詮議の上授与。
正章は大綬を以て左肩から右脇に垂れ、副章（功二級金鵄勲章と同じ）を左肋に佩用する。
年金額900円
- 功二級:功労ある将官、佐官最高位の功級。
正章（功一級金鵄勲章副章と同じ）は右肋に佩用する。
年金額650円
- 功三級:将官の初叙。功労ある佐官、尉官の最高位の功級。
正章は中綬を以て喉元に佩用する。
年金額400円
- 功四級:佐官の初叙せられる功級。功労ある尉官、准士官、下士官の最高位の功級。
正章は小綬を以て左肋に佩用する。
年金額210円
- 功五級:尉官の初叙せられる功級。准士官、下士官の中で功労を重ねた者の功級。また兵の最高位の功級。
正章は小綬を以て左肋に佩用する。
年金額140円
- 功六級:准士官、下士官の初叙せられる功級。また功労ある兵の功級。
正章は小綬を以て左肋に佩用する。
年金額90円
- 功七級:兵の初叙せられる功級。
正章は小綬を以て左肋に佩用する。
年金額65円

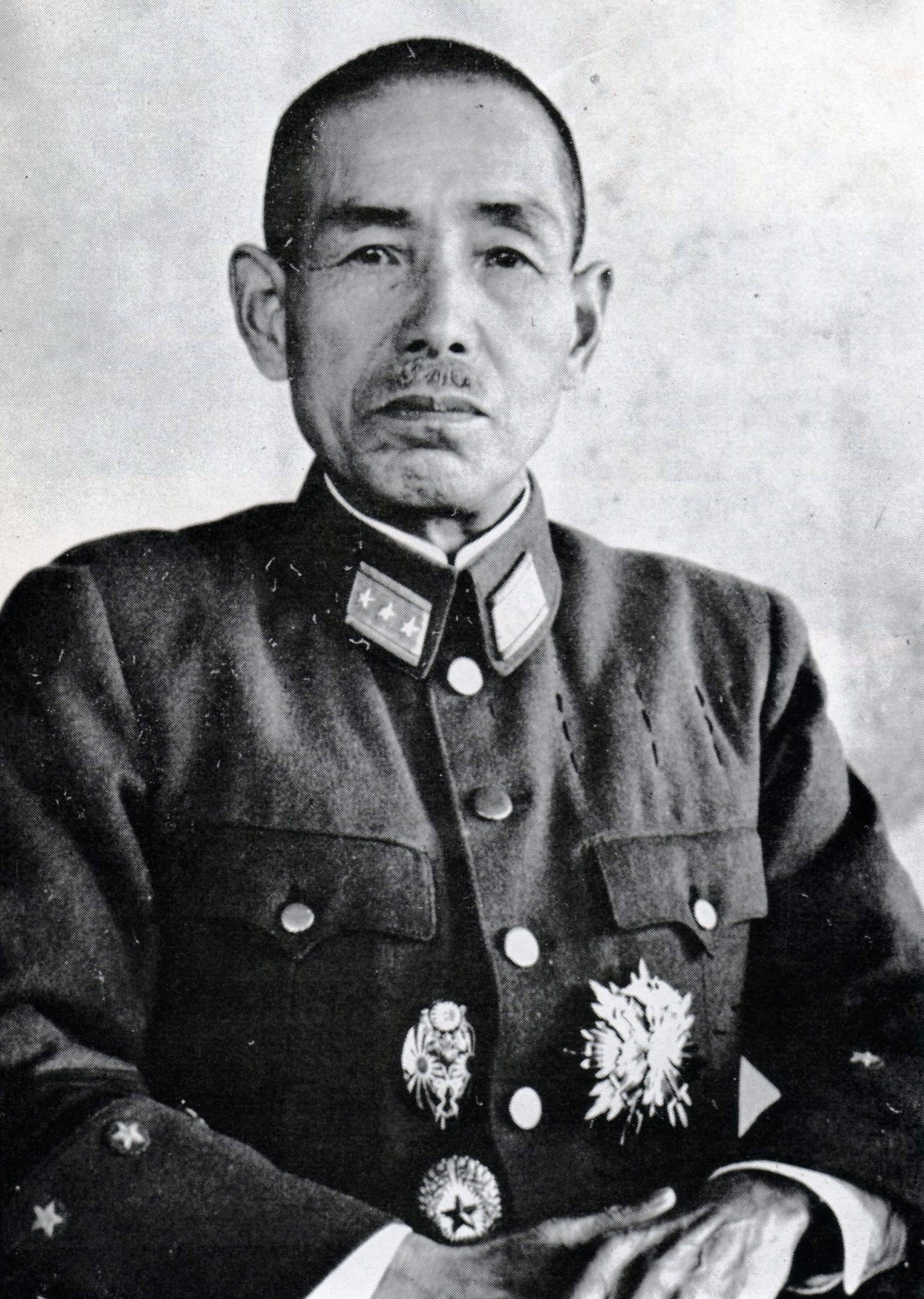
功一級金鵄勲章（功一級副章）を佩用する元帥陸軍大将当時の畑俊六。畑は日中戦争時の戦功（支那派遣軍総司令官）で功一級を受章したほか、尉官時代に日露戦争の戦功で功五級を受章している
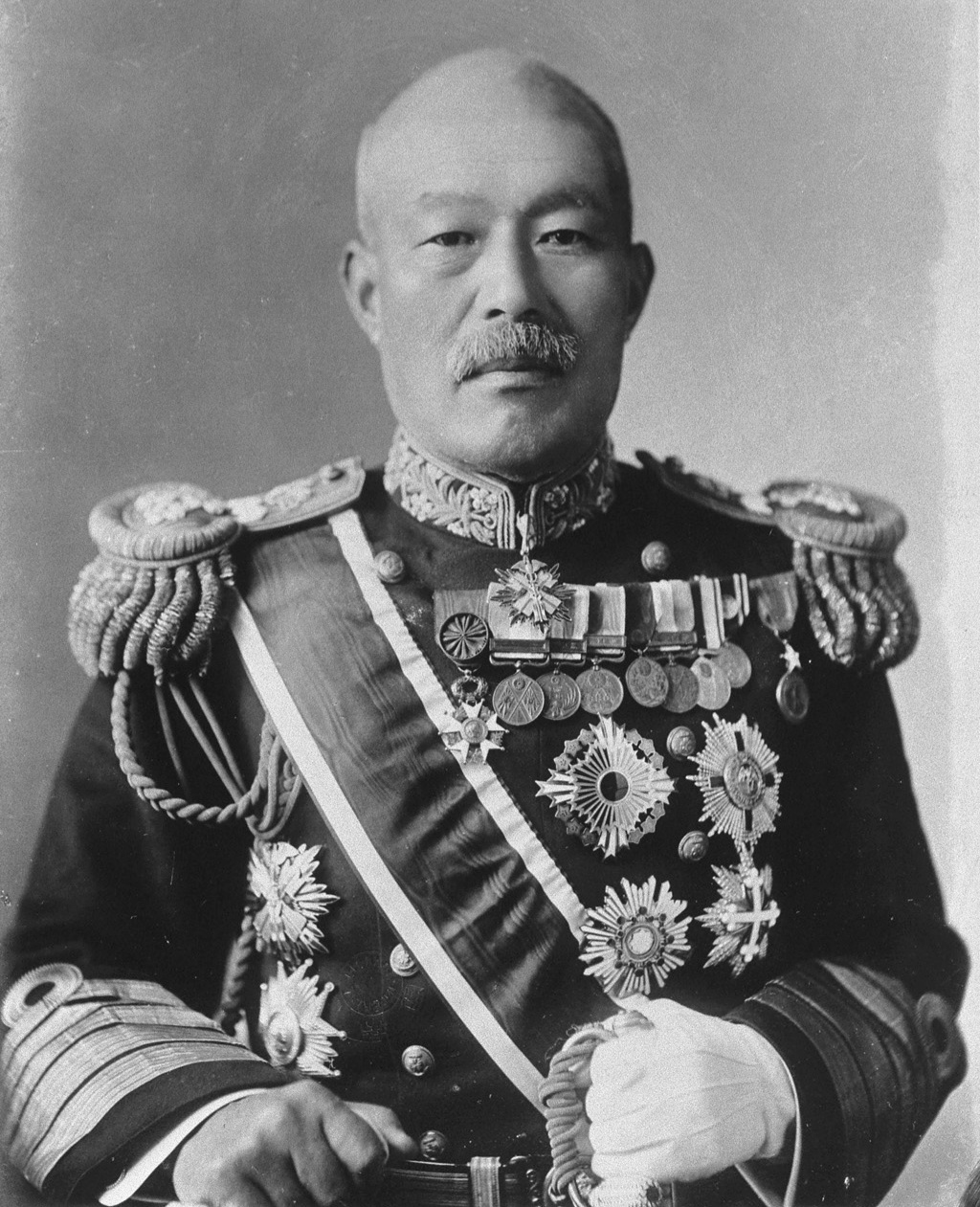
功二級金鵄勲章（左上）及び同副章（喉元）を佩用した海軍大将当時の島村速雄
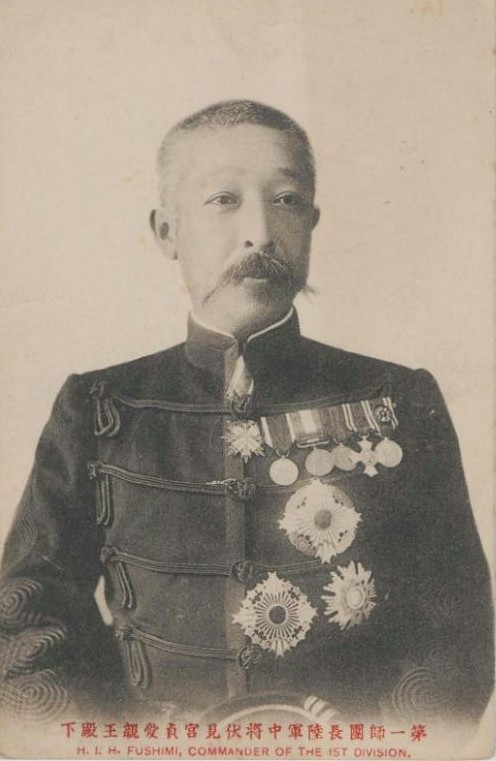
功三級金鵄勲章を喉元に佩用した陸軍中将当時の伏見宮貞愛親王
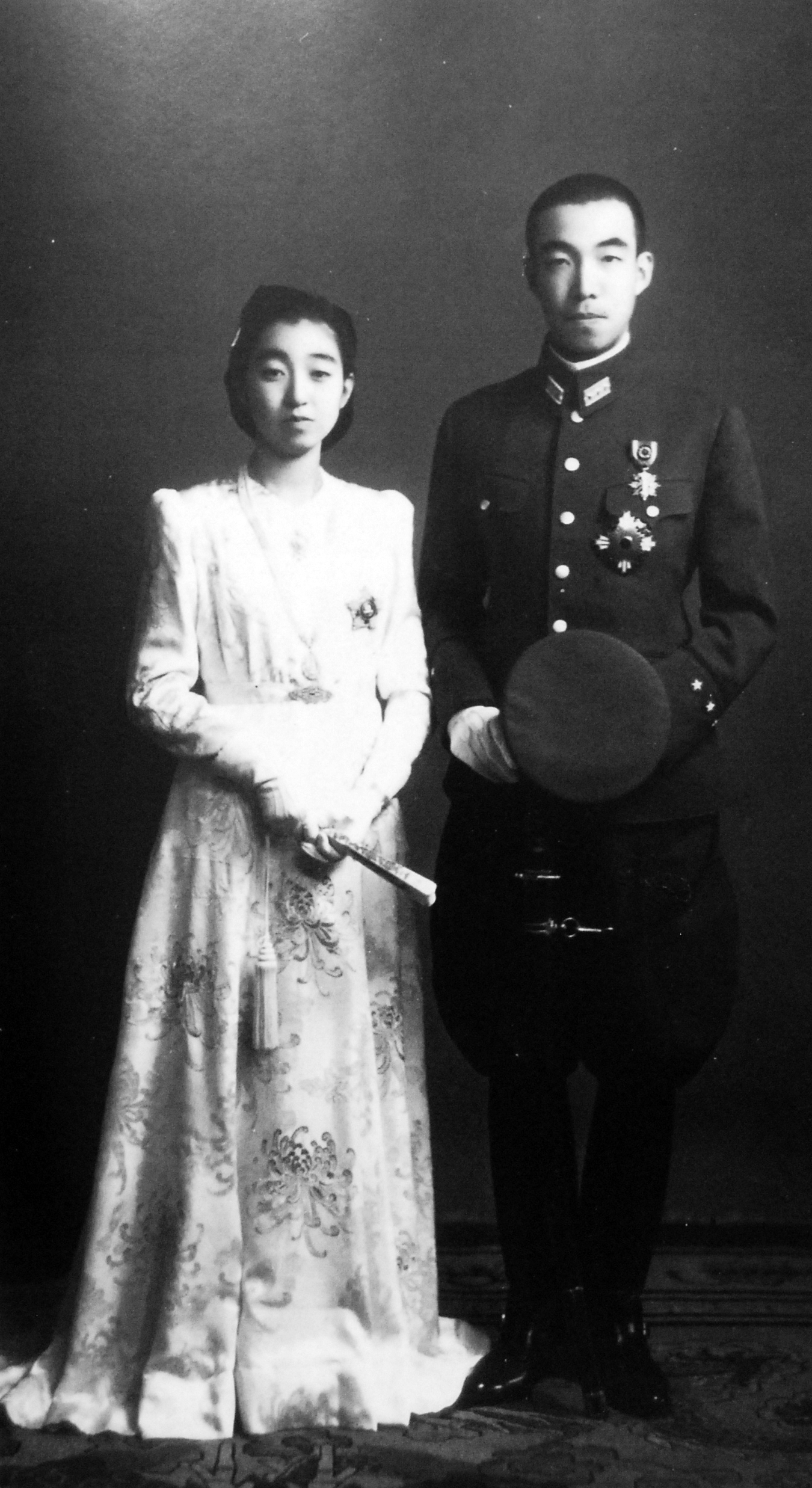
功四級金鵄勲章を胸元に佩用した陸軍大尉当時の盛厚王。功四級は綬に綵花が付される1937年10月以降の新制式品
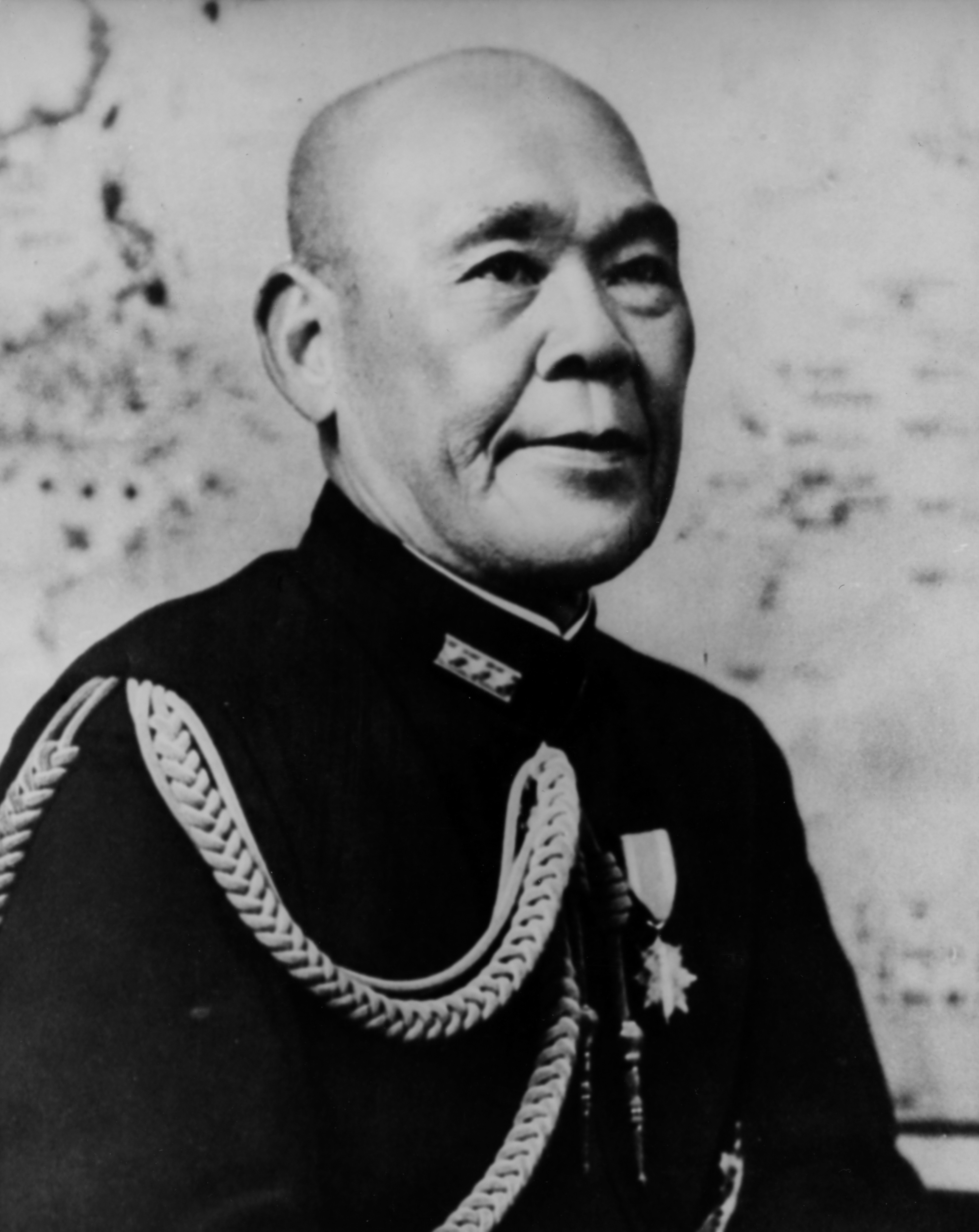
功五級金鵄勲章を胸元に佩用した海軍大将当時の永野修身

## 運用
対外戦争が本格化しはじめた1894年（明治27年）に定められた「金鵄勲章叙賜規定」により、金鵄勲章叙賜の事務手続きや「武功」の評価基準が与えられた。海軍大臣西郷従道の1895年の通知によれば、武功の評価には「殊勲」、「勲功」、「勳労」、「功労」の4段階が設けられた。

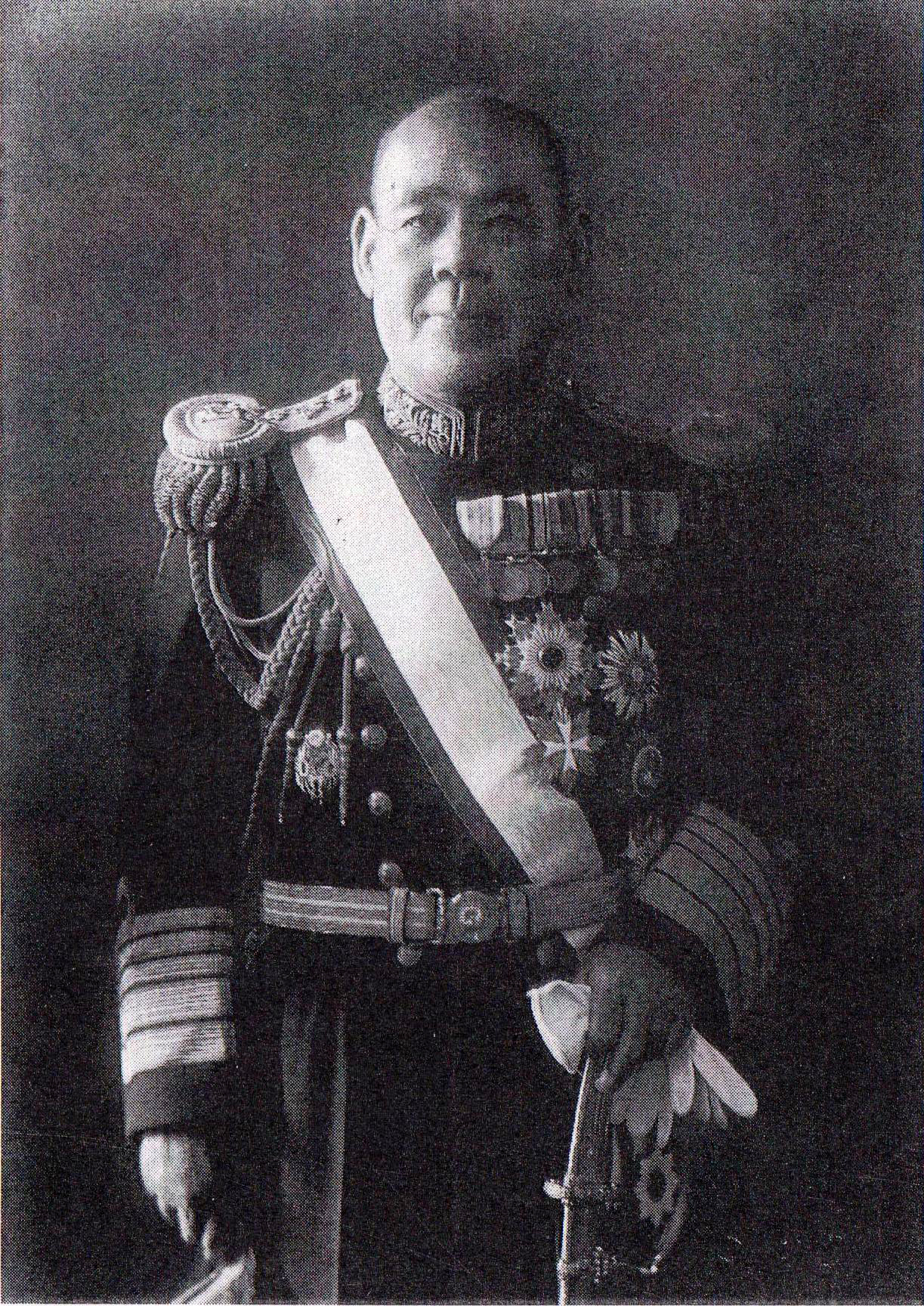
向かって右胸の左先頭に功五級金鵄勲章を佩用した元帥海軍大将当時の永野修身。永野は海軍の連合艦隊司令長官・海軍大臣・軍令部総長の三顕職全てを経験した元帥海軍大将であるが、金鵄勲章は最後まで尉官時代の日露戦争時の戦功で受章した功五級のみであった（元帥海軍大将従二位勲一等功五級）

官吏では無い兵や民間人でも対象となったが、金鵄勲章は陸海軍の軍人軍属のみでかつ相応の戦功がなくては授与されず、大将や、皇族軍人といえども相応の武功がなければ授与されなかった。ただし、軍隊（陸海軍では部隊を意味する）の指揮官だけでなく、陸軍大臣・海軍大臣や参謀総長・軍令部総長といった官衙の長としての功績も「武功」に含まれたため、寺内正毅や米内光政のように前線に出ずに功一級を受けた例もある。
受章者には功一級で900円、功七級で65円の年金が支給された。昭和初期当時の二等兵の月給は8円80銭であり、かなりの高額であった。この年金は終身年金であったが、日中戦争（支那事変）開戦後は受章者が急増し国庫の大きな負担になったため、1940年（昭和15年）に一時金制に変更になり、国債の形で支給された。しかし、のちの太平洋戦争の敗戦によりその国債は1円の価値もないものになった。また、生存者への授与は1940年を最後に戦争激化のため一時停止され、以後は戦功を挙げた戦死者に与えられるのみとなった。

### 後年の金鵄勲章復権運動
太平洋戦争敗戦後、一旦停止されていた生存者叙勲制度が1963年（昭和38年）に再開され、他の勲章の叙勲は再開されたが金鵄勲章は廃止され公の場での佩用も禁止されていた。
そのため金鵄勲章叙勲者達は、名誉と年金の復活を求めて「金鵄連盟」をつくり、運動を始めた。1985年（昭和60年）には「旧勲章名誉回復に関する懇談会」という国会議員の集まりがつくられ、当時の中曽根康弘内閣総理大臣も同様の要請をしている。叙勲者の高齢化等により活動は下火になったが、佩用は翌1986年（昭和61年）に認められた。

## 金鵄勲章受章者

### 受章者数
※以下の出典は、日本金鵄連合会編纂部 編『殊勲に輝く金鵄勲章』1981年、p.6（NDLJP:11930086） 
- 日清戦争：2175人
- 北清事変：188人
- 日露戦争：約10万9576人
- 日独戦争：2988人
- シベリア出兵：4761人
- 済南事変：73人
- 満州事変：904人
- 支那事変：8万349人
- 太平洋戦争：62万人

### 功一級金鵄勲章受章者
功一級金鵄勲章受章者は計42人（陸軍27人・海軍15人）である。また、大将が大半であるが中将（死後特進を含む）にも5人贈られている。陸海軍少将に対して功一級授与の前例がなかったが、山口多聞・有馬正文の両少将（死後中将に特進）は特旨を以って授与された。表記中の各階級・爵位は最高位のもの。

#### 陸軍軍人

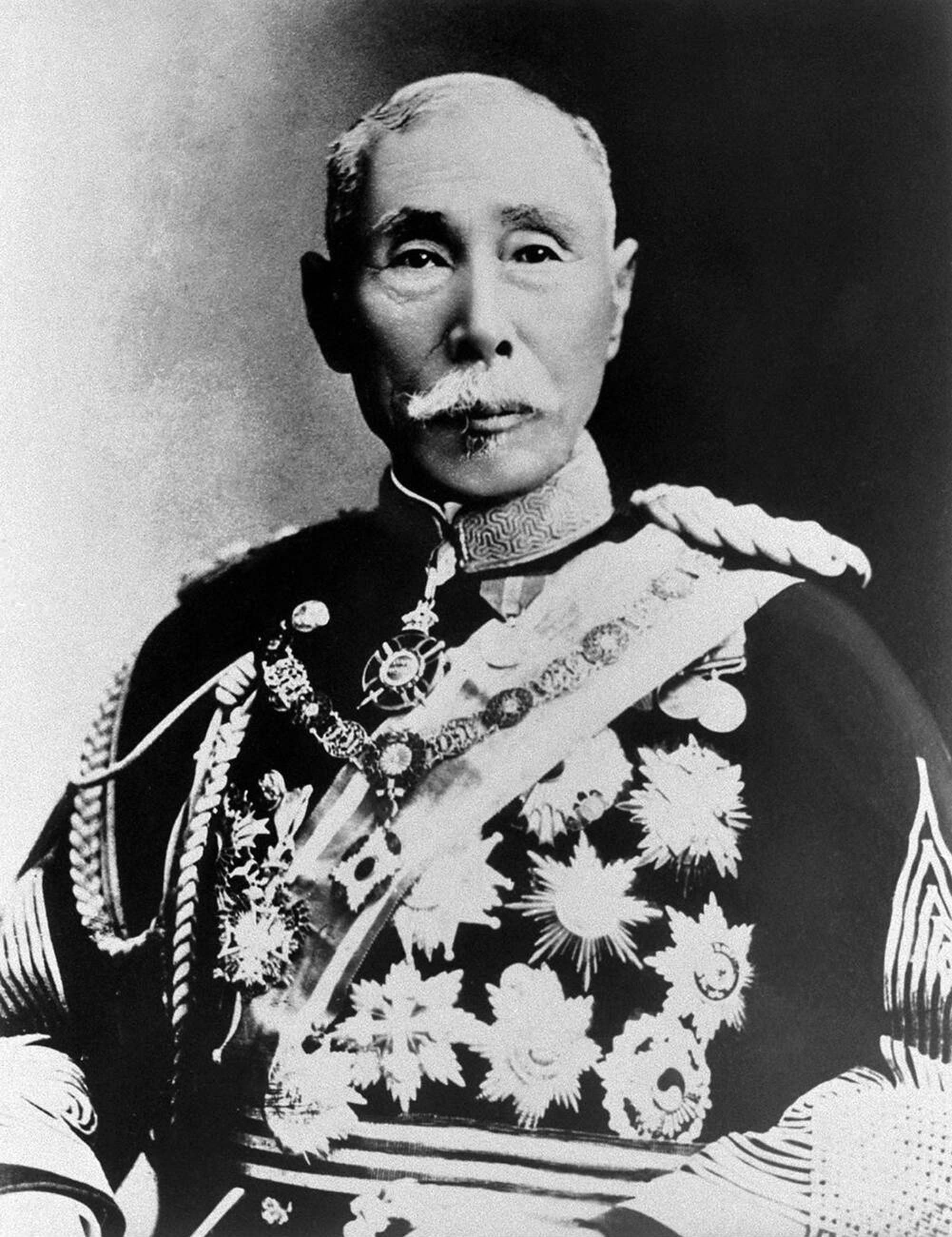
陸軍正装に功一級（大綬および副章）を佩用した山縣有朋

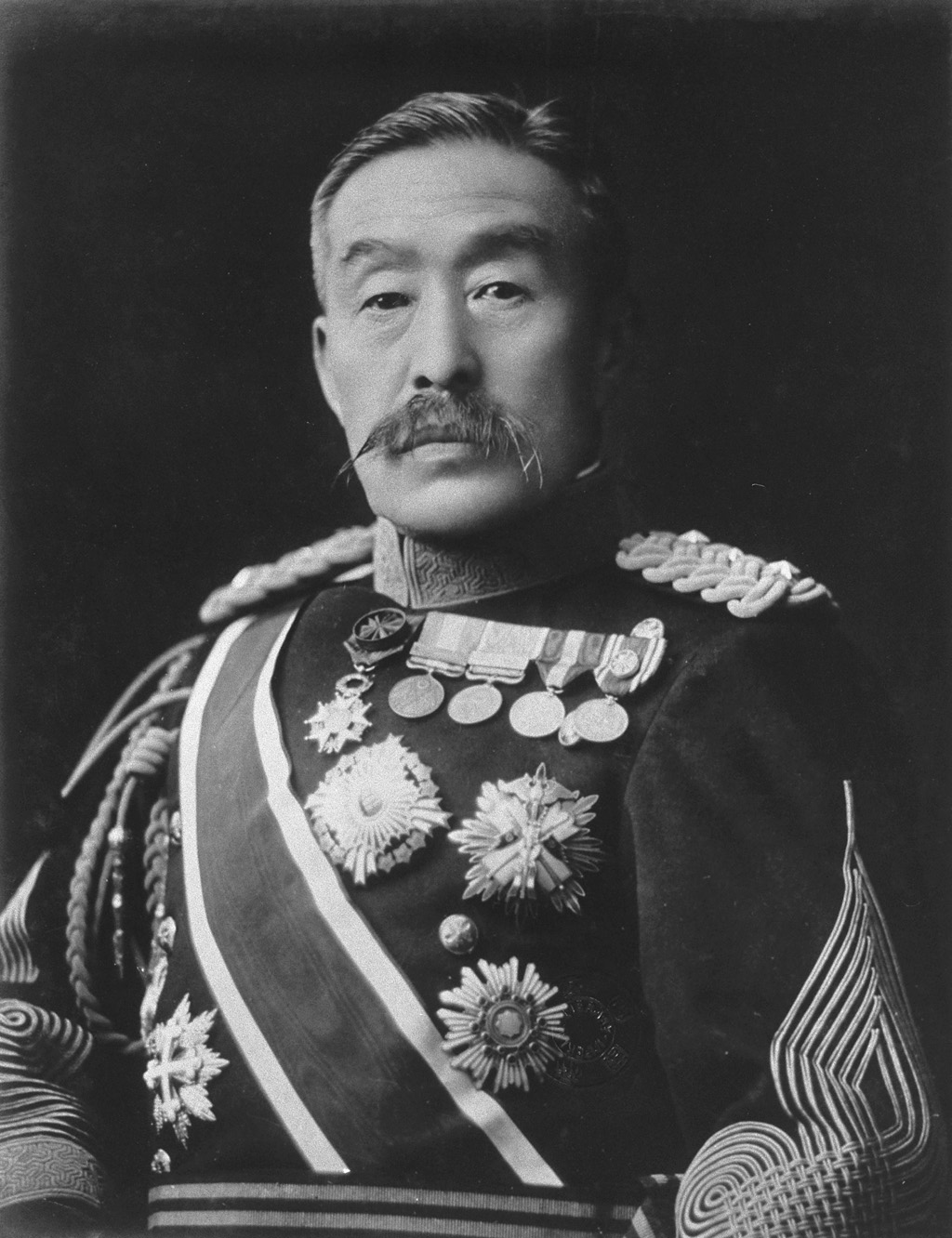
陸軍正装の向かって右胸端、勲一等旭日桐花大綬章に並列して功一級（副章）を佩用した川村景明

##### 日露戦争の功
- 奥保鞏：陸軍大将伯爵；1906年4月1日
- 大山巌：元帥陸軍大将公爵；1906年4月1日
- 川村景明：元帥陸軍大将子爵；1906年4月1日
- 黒木為楨：陸軍大将伯爵；1906年4月1日
- 児玉源太郎：陸軍大将伯爵；1906年4月1日
- 寺内正毅：元帥陸軍大将伯爵：1906年4月1日
- 西寛二郎：陸軍大将子爵；1906年4月1日
- 野津道貫：元帥陸軍大将侯爵；1906年4月1日
- 乃木希典：陸軍大将伯爵；1906年4月1日
- 長谷川好道：元帥陸軍大将伯爵；1906年4月1日
- 山縣有朋：元帥陸軍大将公爵；1906年4月1日

##### 第一次世界大戦の功
- 大井成元：陸軍大将男爵；1920年11月1日
- 大谷喜久蔵：陸軍大将男爵；1920年11月1日
- 神尾光臣：陸軍大将男爵；1920年11月1日

##### 満州事変の功
- 本庄繁：陸軍大将男爵；1933年7月28日
- 武藤信義：元帥陸軍大将男爵；1933年7月28日

##### 支那事変の功
- 岡村寧次：陸軍大将;1942年3月21日
- 寺内寿一：元帥陸軍大将伯爵；1942年3月21日
- 畑俊六：元帥陸軍大将；1942年3月21日
- 朝香宮鳩彦王：陸軍大将；1942年4月4日
- 閑院宮載仁親王：元帥陸軍大将；1942年4月4日
- 西尾寿造：陸軍大将；1942年4月4日
- 東久邇宮稔彦王：陸軍大将；1942年4月4日
- 松井石根：陸軍大将；1942年4月4日
- 杉山元：元帥陸軍大将；1942年4月13日
- 塚田攻：陸軍大将；1943年1月17日

##### 大東亜戦争の功
- 木下勇：陸軍中将；1945年7月10日

#### 海軍軍人

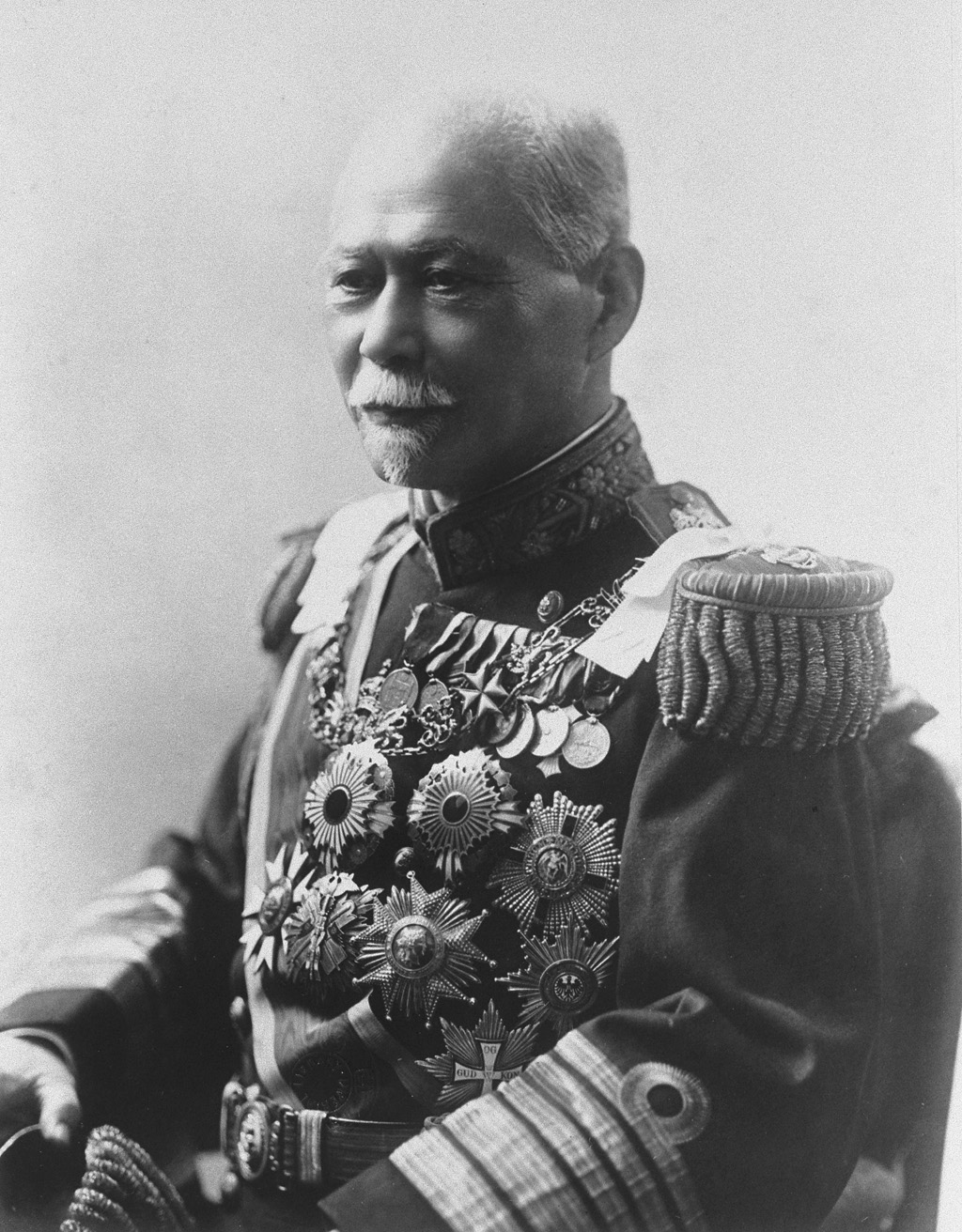
海軍正装に功一級（副章）を佩用した山本権兵衛。このほか、山本は佐官時代に日清戦争の戦功で功四級を受章している

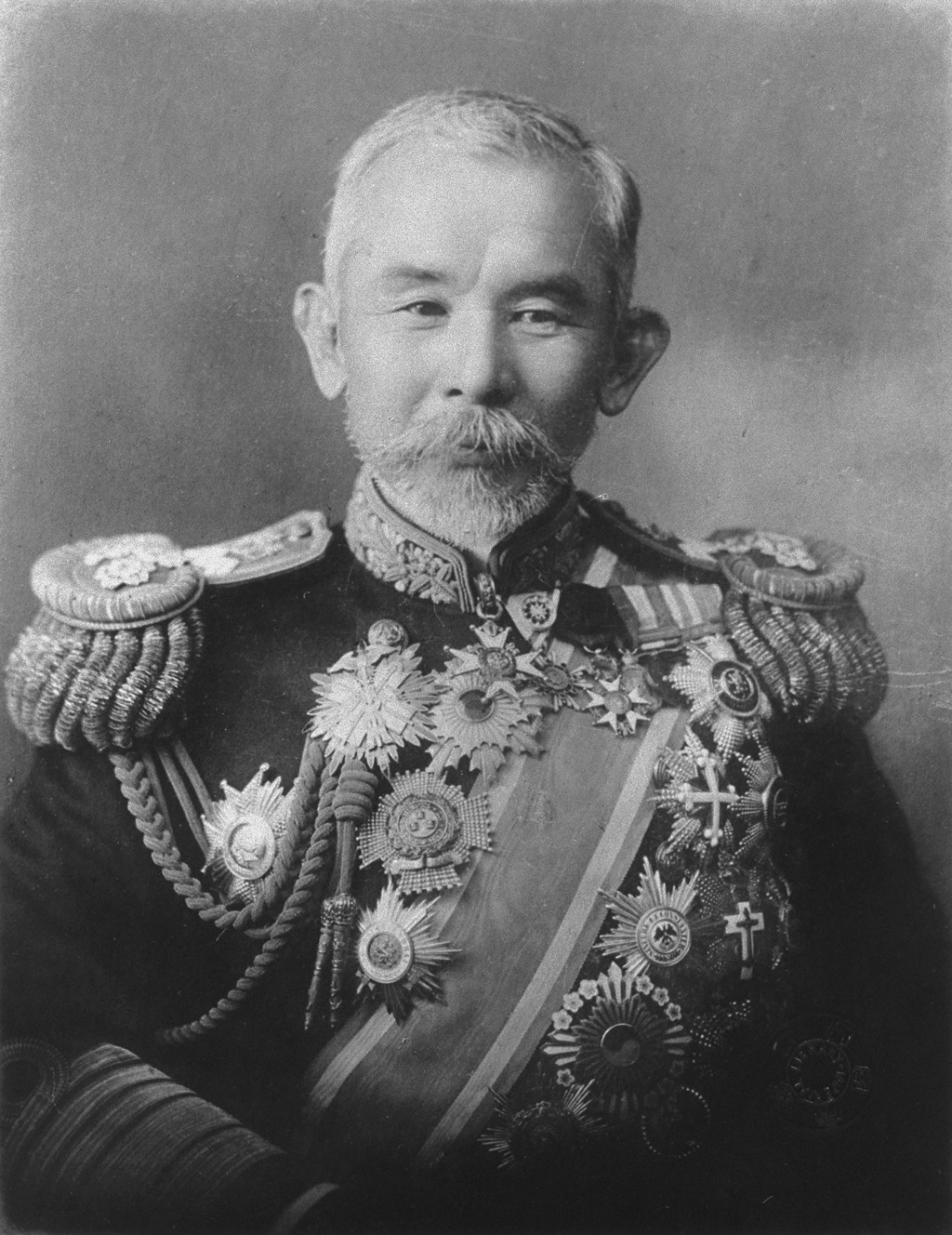
海軍正装に功一級（大綬および副章）を佩用した伊集院五郎。このほか、伊集院は佐官時代に日清戦争の戦功で功四級を受章している

##### 日露戦争の功
- 伊東祐亨：元帥海軍大将伯爵；1906年4月1日
- 伊集院五郎：元帥海軍大将男爵；1906年4月1日
- 片岡七郎：海軍大将男爵；1906年4月1日
- 上村彦之丞：海軍大将男爵；1906年4月1日
- 東郷平八郎：元帥海軍大将侯爵；1906年4月1日
- 山本権兵衛：海軍大将伯爵；1906年4月1日

##### 支那事変の功
- 及川古志郎：海軍大将；1942年4月4日
- 長谷川清：海軍大将；1942年4月4日
- 伏見宮博恭王：元帥海軍大将；1942年4月4日
- 米内光政：海軍大将；1942年4月4日

##### 大東亜戦争の功
- 山口多聞：海軍中将；1942年6月5日
- 山本五十六：元帥海軍大将；1943年4月18日
- 古賀峯一：元帥海軍大将；1944年5月5日
- 南雲忠一：海軍大将；1944年7月8日
- 有馬正文：海軍中将；1944年10月15日